# Берестянка пустельна

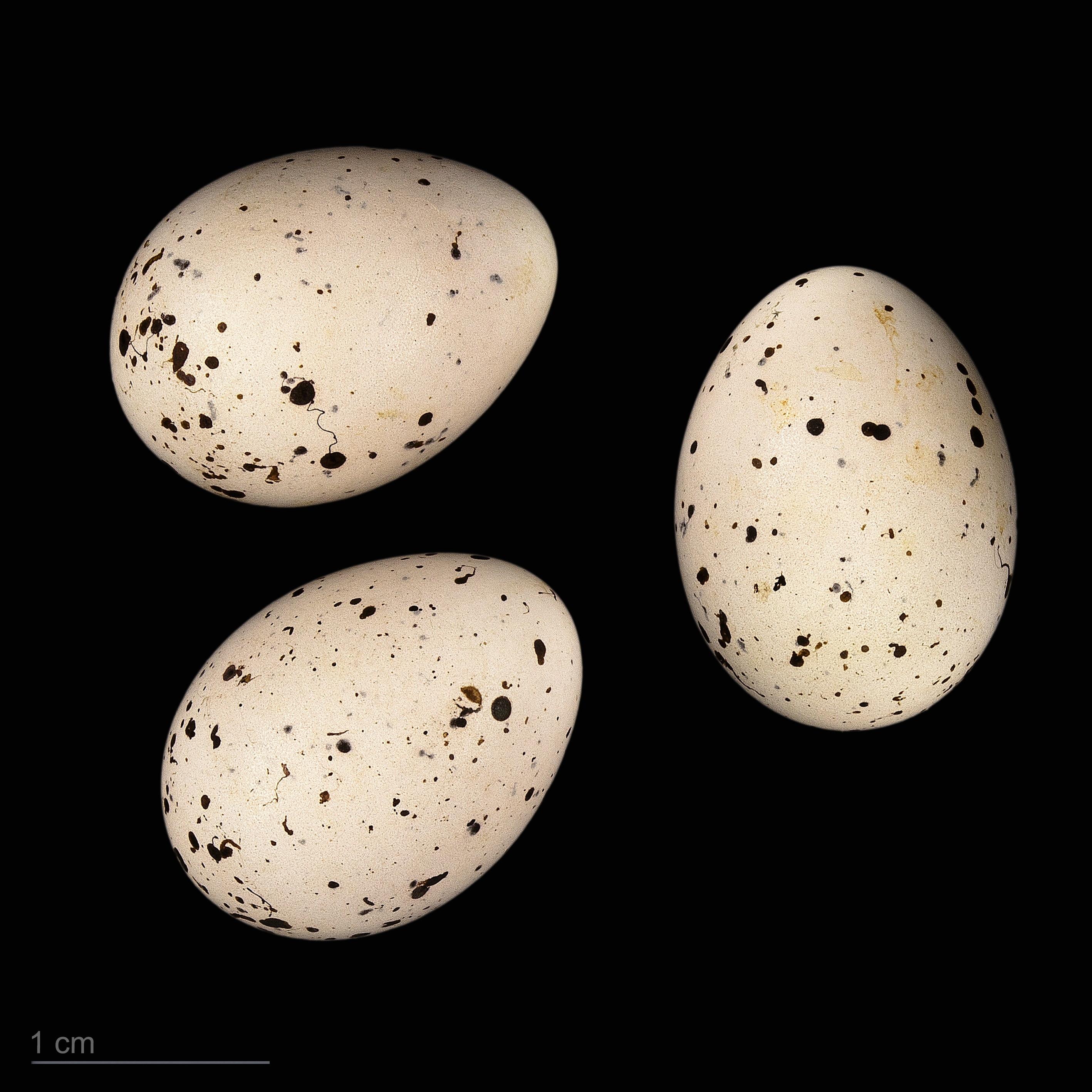
卵 Hippolais languida

Берестянка пустельна (Hippolais languida) — вид горобцеподібних птахів родини очеретянкових (Acrocephalidae).

## Поширення
Гніздиться в Західній Азії від півдня Туреччини до східного Пакистану. Це перелітний птах, який зимує в Східній Африці від Еритреї та Сомалі до Танзанії. Його природне середовище існування — напівпустельні місцевості, віддає перевагу чагарником заростям тамариску.

## Опис
Це очеретянка середнього розміру, схожа за розміром на звичайну берестянку з трохи довшими дзьобом та хвостом і коротшими крилами. Його часте похитування хвостом нагадує кропив'янку або трав'янку. Його досить сіре оперення схоже на берестянку бліду, але рухи хвоста є діагностичними.

## Спосіб життя
Харчується безхребетними. Будує маленьке чашеподібне гніздо серед невеликих кущів і дерев. Кладка складається з 4-5 яєць.